# Francisco Ildefonso Ribeiro de Meneses
Francisco Ildefonso Ribeiro de Meneses foi um político brasileiro.
Foi presidente da província de Sergipe, de 15 de março de 1878 a 11 de novembro de 1878.